# Classification SKIP des kanjis

Exemples d'utilisation de la classification SKIP.

La classification SKIP des kanji est un code créé par Jack Halpern pour référencer les kanjis japonais. Il permet de retrouver un kanji grâce à son aspect visuel sans en connaître la prononciation, la clé ou le sens. SKIP est l'acronyme de System of Kanji Indexing by Patterns. Ce code se présente sous la forme de trois chiffres séparés par un tiret dont le premier, de 1 à 4, indique l'organisation générale du Kanji.
Si ce codage semble évident pour quelqu'un le pratiquant ou connaissant les kanjis, il ne l'est pas vraiment pour le néophyte complet et mérite une explication assortie d'exemples et demande de connaître un minimum la composition d'un sinogramme.

## Explication

### Premier chiffre
Le premier chiffre prend pour valeur 1, 2, 3 ou 4 selon la règle suivante:
- 1 si le kanji est formé de deux parties verticales juxtaposées.
- 2 si le kanji est formé de deux parties horizontales juxtaposées.
- 3 si le kanji est formé de deux parties dont l'une s'emboîte dans l'autre.
- 4 pour tous les autres kanji.

### Deuxième chiffre
Si le premier chiffre est 1, 2 ou 3, le second chiffre indiquera respectivement : le nombre de traits de la partie de gauche, le nombre de traits de la partie haute ou le nombre de traits de la partie extérieure.
Si le premier chiffre est 4, il s'agit du nombre de traits total du kanji.

### Troisième chiffre
Si le premier chiffre est 1, 2 ou 3, le troisième chiffre indiquera respectivement: le nombre de traits de la partie de droite, le nombre de traits de la partie basse ou le nombre de traits de la partie intérieure.
Si le premier chiffre est 4, on distingue encore quatre cas et le troisième chiffre prendra les valeurs suivantes :
- 1 si le kanji arbore un trait horizontal tout en haut.
- 2 si le kanji arbore un trait horizontal tout en bas.
- 3 si le kanji arbore un trait vertical traversant tout le kanji.
- 4 pour tous les autres kanji.

## Code de la forme 1-X-X

### Code 1-1-X
1  : 八 永  
2  :  小 川
3  :  心 水
4  :  旧 必
7  :  承
11 :  順

### Code 1-2-X
2  : 仁 仏 化 切 刈 双 比
3  : 仕 他 付 仙 代 以 加 氷
4  : 伐 任 仮 件 伝 仲 休 仰 伏 次 伎 州 伊
5  : 伺 低 伯 位 作 但 何 似 体 伸 佐 伴 住 冷
6  : 佳 侍 侮 例 価 使 依 併 供 協
7  : 侯 係 保 便 俗 侶 俊 侵 促 信
8  : 修 倍 倹 個 倫 俸 値 俵 倣 俳 借 准 候 凍 倒 帰
9  : 偏 停 健 側 偵 偶 偽 頃 頂
10 : 偉 傍 備 博
11 : 傑 催 債 傷 傾 働 僧
12 : 像 僕 僚
13 : 儀 億
14 : 儒 凝
15 : 償 優

### Code 1-3-X
1 :  孔  幻  引
2 :  北  刊  収  幼  外  打  奴  払 巧  汁  功  犯
3 :  兆  如  汚  叫  妃  池  吃  帆  壮  吐  忙  竹  吸  扱  羽  地  江  行  好  汗
4 :  吟  改  批  吠  役  扶  吹  快  沢  坂  択  没  均  抜  沖  坊  折  沈  坑  抗  汽  妨  投  決  妙  抑  状  妊  		狂  岐  抄  阪  攻  技  防
5 :  味  怖  披  泳  呼  性  抱  泌  坪  怪  抵  泊  姓  拓  抹  河  始  拘  押  沸  姉  拙  抽  油  妹  招  担  治  岬  拝  法  沼  弦  拠  泡  沿  径  拡  波  況  征  拒  泣  阻  往  拐  泥  附  彼  拍  注
6 :  咲  恨  浄  垣  恰  派  城  悔  活  姻  挟  洪  孤  挑  津  峠  指  洞  峡  	持  洗  弧  拾  洋  後  拷  狩  律  括  独  待  海  狭  恒  浅  限

## Code de la forme 2-2-X
3:
令
写
占
古
召
市
弁
玄
矛
矢
立

### Code 2-4-X
4: 忠

8: 歳

### Code 2-7-X
4 : 悪

## Code de la forme 4-X-X

### Code 4-4-X
4: 火

## Exemples
町 = 1-5-2
- partie de gauche: 田
- partie de droite: 丁

男 = 2-5-2
- partie haute: 田
- partie basse: 力

匞 = 3-3-3
- partie extérieure: 匚
- partie intérieure: 工

下 = 4-3-1
上 = 4-3-2
中 = 4-4-3
水 = 4-4-4